# Elliptische partielle Differentialgleichung
Elliptische partielle Differentialgleichungen sind eine spezielle Klasse partieller Differentialgleichungen (PDG). Sie werden mit Hilfe von elliptischen Differentialoperatoren formuliert. Die Lösungen einer elliptischen partiellen Differentialgleichung {\displaystyle Pu=f} haben bestimmte Eigenschaften, welche hier näher erläutert werden. Der Laplace-Operator ist der wohl bekannteste elliptische Differentialoperator, und die Poisson-Gleichung ist die dazugehörige partielle Differentialgleichung.

## Physikalische Interpretation
Die elliptische Differentialgleichung ist eine Verallgemeinerung der Laplace-Gleichung und der Poisson-Gleichung. Eine elliptische Differentialgleichung zweiter Ordnung hat die Form
{\displaystyle P(u)(x)=\sum _{i,j}^{n}a_{ij}(x)\partial _{x_{i},x_{j}}^{2}u(x)+\sum _{i}^{n}b_{i}(x)\partial _{x_{i}}u(x)+c(x)u(x)=f(x)},
worin die Koeffizientenfunktionen {\displaystyle a_{ij}}, {\displaystyle b_{i}} und {\displaystyle c} geeigneten Bedingungen genügen müssen.
Solche Differentialgleichungen treten typischerweise im Zusammenhang mit stationären (zeitunabhängigen) Problemen auf. Sie beschreiben oftmals einen Zustand minimaler Energie. Die erwähnten Laplace- und Poisson-Gleichungen beschreiben etwa die Temperaturverteilung in einem Körper oder auch die elektrostatische Ladungsverteilung in einem Körper. Andere elliptische Differentialgleichungen werden zum Beispiel zur Untersuchung der Konzentration von bestimmten chemischen Stoffen verwendet. Die Terme der Ordnung zwei beschreiben dabei die Diffusion. Die Terme erster Ordnung beschreiben den Transport, und der Term der Ordnung null beschreibt die lokale Ab- und Zunahme.
Nicht-lineare elliptische Differentialgleichungen treten außerdem in der Variationsrechnung und der Differentialgeometrie auf.

## Definition

### Elliptischer Differentialoperator
Ein Differentialoperator {\displaystyle \textstyle P(u)(x)=\sum _{|\alpha |\leq m}a_{\alpha }(x)\partial _{x}^{\alpha }u(x)}, notiert in Multiindexschreibweise, der Ordnung {\displaystyle m} auf einem Gebiet {\displaystyle \Omega \subset \mathbb {R} ^{n}} heißt im Punkt {\displaystyle y\in \Omega } elliptisch, falls
für alle {\displaystyle \xi \in \mathbb {R} ^{n}\backslash \{0\}} gilt
{\displaystyle P_{m}(y,\xi ):=\sum _{|\alpha |=m}a_{\alpha }(y)\xi ^{\alpha }\neq 0\ .}
Man nennt {\displaystyle \ P_{m}}
das Hauptsymbol von {\displaystyle P}. Ein Differentialoperator heißt elliptisch, falls er für alle {\displaystyle y\in \Omega } elliptisch ist.

### Elliptische Differentialgleichung
Sei {\displaystyle P} ein elliptischer Differentialoperator und {\displaystyle f} eine Funktion, dann heißt die Gleichung
{\displaystyle Pu=f}
elliptische Differentialgleichung und {\displaystyle u} ist die gesuchte Funktion in dieser Differentialgleichung.

### Gleichmäßig elliptischer Differentialoperator
Ein Differentialoperator {\displaystyle P} heißt gleichmäßig elliptisch in {\displaystyle U}, wenn es ein {\displaystyle c>0} gibt, so dass
{\displaystyle |P_{m}(y,\xi )|\geq c|\xi |^{m}}
für alle {\displaystyle (y,\xi )\in U\times \mathbb {R} ^{n}} gilt.

### Hypo-elliptischer Differentialoperator
Ein Operator {\displaystyle \textstyle P(D)=\sum _{|\alpha |\leq m}a_{\alpha }D^{\alpha }} mit konstanten Koeffizienten {\displaystyle a_{\alpha }\in \mathbb {C} } heißt hypo-elliptisch, wenn es ein {\displaystyle C>0} gibt, so dass für alle {\displaystyle \xi \in \mathbb {R} ^{n}} mit {\displaystyle |\xi |\geq C} und alle {\displaystyle \alpha \in \mathbb {N} ^{n}} gilt:
- {\displaystyle P(\xi )\neq 0} und
- {\displaystyle |D^{\alpha }P(\xi )|\leq C|P(\xi )|\cdot |\xi |^{-|\alpha |}}.

Allgemeiner heißt ein Differentialoperator {\displaystyle P(D)} auf einer offenen Menge {\displaystyle U\subset \mathbb {R} ^{d}} mit nicht notwendigerweise konstanten Koeffizienten hypo-elliptisch, falls für jede Menge {\displaystyle U'\subset U} offen, beschränkt und jede Distribution {\displaystyle u\in {\mathcal {D}}(U')} die Implikation
{\displaystyle Pu\in C^{\infty }(U')\quad \Rightarrow \quad u\in C^{\infty }(U')}
gilt. In Worten: Ist das Bild im Distributionensinne des Differentialoperators {\displaystyle P} unendlich oft differenzierbar, so gilt dies bereits für die Urbilder.
Im Gegensatz zum gleichmäßig elliptischen Differentialoperator ist der hypo-elliptische Differentialoperator eine Verallgemeinerung des elliptischen Differentialoperators. Diese Forderung an den Differentialoperator ist also schwächer. Siehe hierzu die Regularitätstheorie elliptischer Operatoren weiter unten.

## Namensherkunft
Das Adjektiv elliptisch in der Bezeichnung elliptische partielle Differentialgleichung stammt aus der Theorie der Kegelschnitte. In dieser Theorie wird im Fall {\displaystyle B^{2}-4AC<0} die Lösungsmenge, der Gleichung
{\displaystyle Ax^{2}+Bxy+Cy^{2}+Dx+Ey+F=0}
Ellipse genannt. Betrachtet man nun die homogene Differentialgleichung
{\displaystyle A\partial _{x_{1},x_{1}}^{2}u(x)+B\partial _{x_{1},x_{2}}^{2}u(x)+C\partial _{x_{2},x_{2}}^{2}u(x)+D\partial _{x_{1}}u(x)+E\partial _{x_{2}}u(x)+Fu(x)=0}
zweiter Ordnung in zwei Dimensionen mit konstanten Koeffizienten, so ist diese genau dann gleichmäßig elliptisch, wenn {\displaystyle B^{2}-4AC<0} gilt.

## Beispiele
- Das wohl wichtigste Beispiel eines gleichmäßig elliptischen Differentialoperators ist der Laplace-Operator

{\displaystyle \Delta u(x)=\sum _{j=1}^{n}\partial _{x_{j}x_{j}}^{2}u(x),}
dessen Hauptsymbol {\displaystyle P_{2}(y,\xi )=((-1)\cdot \xi _{1}^{2}+\ldots +(-1)\cdot \xi _{n}^{2})=-|\xi |^{2}} ist. Funktionen, welche die Laplace-Gleichung {\displaystyle \Delta u=0} erfüllen, heißen harmonisch und haben einige besondere Eigenschaften, so zum Beispiel, dass sie beliebig oft differenzierbar sind. Man hat nun die Hoffnung, dass sich diese Eigenschaften auf „ähnliche“ Differentialoperatoren übertragen lassen.
- Der Cauchy-Riemann-Operator

{\displaystyle {\frac {\partial }{\partial {\bar {z}}}}={\frac {1}{2}}\left({\frac {\partial }{\partial x}}+i{\frac {\partial }{\partial y}}\right)}
ist gleichmäßig elliptisch, denn sein Hauptsymbol lautet {\displaystyle {\tfrac {1}{2}}\left(i\xi _{1}-\xi _{2}\right)}.
- Der parabolische partielle Differentialoperator {\displaystyle P=D_{t}-\Delta _{x}} ist hypo-elliptisch, allerdings nicht gleichmäßig elliptisch. Die parabolische Differentialgleichung {\displaystyle Pu=0} heißt Wärmeleitungsgleichung.

## Theorie elliptischer Differentialgleichungen zweiter Ordnung
Im Folgenden werden die wichtigsten Aussagen für elliptische Differentialoperatoren der Ordnung zwei in {\displaystyle n} Dimensionen aufgezeigt. Sei deshalb
{\displaystyle P(u)(x)=\sum _{i,j}^{n}a_{ij}(x)\partial _{x_{i},x_{j}}^{2}u(x)+\sum _{i}^{n}b_{i}(x)\partial _{x_{i}}u(x)+c(x)u(x)}
ein elliptischer Differentialoperator der Ordnung zwei. Außerdem sei {\displaystyle U\subset \mathbb {R} ^{n}} eine offene, zusammenhängende, beschränkte Teilmenge mit Lipschitz-Rand.

### Existenzaussage
Es seien die Koeffizientenfunktionen {\displaystyle a_{ij},b_{i},c} allesamt messbare und beschränkte Funktionen. Dann existiert für jedes {\displaystyle f\in L^{2}(U)} eine eindeutige schwache Lösung {\displaystyle u\in H_{0}^{1}(U)} des Dirichlet-Randwertproblems
{\displaystyle \left\{{\begin{array}{cc}Pu=f&{\text{in}}\ U\\u=0&{\text{in}}\ \partial U,\end{array}}\right.}
falls die zum Differentialoperator {\displaystyle P} assoziierte Bilinearform {\displaystyle {\mathcal {P}}} koerziv ist. Hierbei ist {\displaystyle {\mathcal {P}}:H_{0}^{1}(U)\times H_{0}^{1}(U)\rightarrow \mathbb {R} } definiert vermöge
{\displaystyle {\mathcal {P}}(u,\varphi ):=\int _{U}\left(-\sum _{i,j}^{n}a_{ij}(x)\partial _{x_{i}}u(x)\partial _{x_{j}}\varphi (x)\right)+\left(\sum _{i}^{n}b_{i}(x)\partial _{x_{i}}u(x)\varphi (x)\right)+c(x)u(x)\varphi (x){\rm {d}}x}.
Mit dem Lemma von Lax-Milgram folgert man die Existenz und die Eindeutigkeit der Lösung {\displaystyle u} aus der Bilinearform {\displaystyle {\mathcal {P}}}. Ist {\displaystyle P} gleichmäßig elliptisch, so ist die assoziierte Bilinearform {\displaystyle {\mathcal {P}}} immer koerziv. Verwendet man statt einer Dirichlet-Randbedingung eine Neumann-Randbedingung, so existiert, falls die assoziierte Bilinearform wieder koerziv ist, genau eine Lösung der partiellen Differentialgleichung, was sich fast genauso beweisen lässt.

### Regularität
Seien {\displaystyle a_{ij},b_{i},c\in C^{\infty }(U)} für alle {\displaystyle i,j}, und sei außerdem {\displaystyle f\in C^{\infty }(U)} und {\displaystyle u\in H^{1}(U)} eine schwache Lösung der elliptischen Differentialgleichung
{\displaystyle Pu=f\ {\text{in}}\ U}.
Dann gilt {\displaystyle u\in C^{\infty }(U)}.

### Maximumprinzip
Für elliptische Differentialoperatoren zweiter Ordnung gilt ein Maximumsprinzip. Sei {\displaystyle c\geq 0} in {\displaystyle U} und sei {\displaystyle u\in C^{2}(U)\cap C({\overline {U}})}.
1. Falls
{\displaystyle Pu\leq 0\ {\text{in}}\ U}
gilt und {\displaystyle u} ein nichtnegatives Maximum in einem inneren Punkt von {\displaystyle {\overline {U}}} annimmt, dann ist {\displaystyle u} konstant.
2. Falls
{\displaystyle Pu\geq 0\ {\text{in}}\ U}
gilt und {\displaystyle u} ein nichtpositives Minimum in einem inneren Punkt von {\displaystyle {\overline {U}}} annimmt, dann ist {\displaystyle u} konstant.

### Eigenwertprobleme
Man betrachte das Randwertproblem
{\displaystyle Pu=\lambda u\ {\text{in}}\ U}
{\displaystyle \ u=0\ {\text{in}}\ \partial U,}
wobei {\displaystyle \lambda } ein Eigenwert des Differentialoperators {\displaystyle P} ist. Außerdem sei {\displaystyle P} symmetrischer Differentialoperator.
1. Dann sind alle Eigenwerte {\displaystyle P} reell.
2. Außerdem haben alle Eigenwerte dasselbe Vorzeichen und haben nur endliche Vielfachheit.
3. Schlussendlich existiert eine Orthonormalbasis {\displaystyle \{w_{k}\}_{k=1}^{\infty }} von {\displaystyle L^{2}(U)} mit {\displaystyle w_{k}\in H_{0}^{1}(U)} als Eigenfunktion zum Eigenwert {\displaystyle \lambda _{k}}.

## Theorie der elliptischen Pseudodifferentialoperatoren

### Definition
Ein Pseudodifferentialoperator heißt elliptisch, falls sein Symbol {\displaystyle p\in S_{cl}^{m}(X)} eigentlich getragen und das homogene Hauptsymbol gleichmäßig elliptisch ist – oder äquivalent dazu, falls in einer konischen Umgebung {\displaystyle V} von {\displaystyle (x_{0},\xi _{0})} für das echte Symbol die Ungleichung {\displaystyle |a(x,\xi )|\geq {\tfrac {1}{C}}(1+|\xi |)^{m}} für eine Konstante {\displaystyle C>0} für {\displaystyle (x,\xi )\in V} und {\displaystyle |\xi |\geq C} gilt.

### Invertierbarkeit
Sei {\displaystyle P\in \Psi _{\rho ,\delta }^{m}(X)} ein elliptischer Pseudodifferentialoperator und {\displaystyle \rho >\delta }, dann existiert ein eigentlich getragener Pseudodifferentialoperator {\displaystyle Q\in \Psi _{\rho ,\delta }^{-m}(X)}, so dass
{\displaystyle (P\circ Q)(u)=(Q\circ P)(u)=I(u)+R(u)}
gilt. Dabei ist {\displaystyle I} der Identitätsoperator, und {\displaystyle R\in \Psi _{\rho ,\delta }^{-\infty }(X)} ist ein Operator, welcher jede Distribution auf eine glatte Funktion abbildet. Diesen Operator {\displaystyle Q} nennt man Parametrix.
Der Operator {\displaystyle P} kann also modulo {\displaystyle \Psi _{\rho ,\delta }^{-\infty }(X)} invertiert werden. Diese Eigenschaft macht den elliptischen Pseudodifferentialoperator und damit als Spezialfall den elliptischen Differentialoperator zu einem Fredholm-Operator.

### Singulärer Träger
Sei {\displaystyle P\in \Psi _{\rho ,\delta }^{m}(X)} wieder ein elliptischer Pseudodifferentialoperator und {\displaystyle \rho >\delta }. Dann gilt für jede Distribution {\displaystyle u\in {\mathcal {D}}'(X)}
{\displaystyle \operatorname {sing\ supp} (Pu)=\operatorname {sing\ supp} (u).}
Der singuläre Träger einer Distribution verändert sich also nicht.